# Ein Yaakov (livre)
 (mai 2020).
Si vous disposez d'ouvrages ou d'articles de référence ou si vous connaissez des sites web de qualité traitant du thème abordé ici, merci de compléter l'article en donnant les références utiles à sa vérifiabilité et en les liant à la section « Notes et références ».
Ein Yaakov (hébreu : עין יעקב la « source de Jacob ») est une compilation du matériau aggadique contenu dans les Talmudim de Babylone et de Jérusalem, assorties de plusieurs commentaires.

## Structure du livre
L’Ein Yaakov suit l’ordre des traités talmudiques dont il ne conserve que les portions non-légalistiques — comprenant la plupart de ses légendes mais aussi ses discussions et portions éthiques —. Aux côtés du texte talmudique figurent les commentaires des principales autorités médiévales, à savoir Rachi, les Tossafistes, Nissim de Gérone, Salomon ben Aderet et Yom Tov de Séville ; l’auteur y adjoint le sien sous l’intitulé Hakotev et les éditions ultérieures comprennent aussi les interprétations de Samuel Eidels et diverses clefs bibliographiques ou méthodologiques. 
La version du texte ainsi que des commentaires diffère à l’occasion des éditions courantes du Talmud de Babylone et certaines aggadot de l’Ein Yaakov n’y figurent pas. Ces différences ont fait l’objet d’un catalogue systématique par Raphaelo Nathan Nata Rabbinovicz dans ses Dikdoukei Soferim.

## Historique de la publication
Entreprise par le rabbin Jacob ibn Habib, l’œuvre de compilation des aggadot du Talmud est achevée après sa mort par son fils, le rabbin Levi ibn Habib. Éditée une première fois à Salonique en 1516 puis à Venise en 1546, l’œuvre est, lors de sa parution, fortement populaire en Europe chrétienne car elle permet de contourner partiellement la censure sur le Talmud, qui interdisait jusqu’à l’emploi du mot Guemara. Cependant, elle est elle-même condamnée au bûcher en raison de son contenu jugé hérétique avant de reparaître dix ans plus tard sous le nom d’Ein Israël. Elle connaît alors plusieurs rééditions dont celle d’Isaac ben Aaron (Cracovie 1587-1591) qui la popularise tant parmi les étudiants des académies talmudiques que les lettrés. Une version anglaise abrégée en cinq volumes est préparée en 1921 par le rabbin Shmuel Tzvi-Hirsch Glick de Chicago qui remplace les commentaires classiques par ses propres annontations. Cette édition servira de base à la traduction abrégée d’Arlette Elkaïm-Sartre parue en 1982.